# Leptoboea glabra
Leptoboea glabra är en tvåhjärtbladig växtart som beskrevs av Charles Baron Clarke. Leptoboea glabra ingår i släktet Leptoboea och familjen Gesneriaceae. Inga underarter finns listade i Catalogue of Life.